# Liga de Béisbol Profesional Roberto Clemente 2020–21
La Liga de Béisbol Profesional Roberto Clemente 2020-21 se disputa desde el 8 de diciembre de 2020 hasta el 24 de enero de 2021.

## Serie regular
Disputado del 8 al 30 de diciembre de 2020.
| Equipo               | JJ | G  | P  | PCT   | JV |
| -------------------- | -- | -- | -- | ----- | -- |
| Criollos de Caguas   | 18 | 14 | 4  | 0,778 | -- |
| Indios de Mayagüez   | 18 | 13 | 5  | 0,722 | 1  |
| Atenienses de Manatí | 18 | 7  | 11 | 0,389 | 7  |
| RA12                 | 18 | 2  | 16 | 0,111 | 12 |

## Play-offs
Se jugará del 2 al 24 de enero del 2021.
|  | Semifinales | Semifinales | Semifinales |          |   | Final  | Final | Final |  |
|  |             |             |             |          |   |        |       |       |  |
|  |             |             |             |          |   |        |       |       |  |
|  | 1           | Caguas      | 4           |          |   |        |       |       |  |
|  | 1           | Caguas      | 4           |          |   |        |       |       |  |
|  | 4           | RA12        | 0           |          |   |        |       |       |  |
|  | 4           | RA12        | 0           |          | 1 | Caguas | 4     |       |  |
|  |             |             |             |          | 1 | Caguas | 4     |       |  |
|  |             |             | 2           | Mayagüez | 0 |        |       |       |  |
|  | 2           | Mayagüez    | 2           | Mayagüez | 0 | 4      |       |       |  |
|  | 2           | Mayagüez    |             |          |   | 4      |       |       |  |
|  | 3           | Manatí      | 0           |          |   |        |       |       |  |
|  | 3           | Manatí      | 0           |          |   |        |       |       |  |
|  |             |             |             |          |   |        |       |       |  |

El serie Mayagüez vs Manatí han suspendido por Covid-19 enero 2 (juego 1) - enero 17 (juego 2).